# Aristolochia merxmuelleri
Aristolochia merxmuelleri är en piprankeväxtart som beskrevs av W. Greuter & E. Mayer. Aristolochia merxmuelleri ingår i släktet piprankor, och familjen piprankeväxter. Inga underarter finns listade i Catalogue of Life.